# Artem Lukjanenko
Artem Lukjanenko, född 30 januari 1990, är en rysk friidrottare som tävlar i mångkamp.